# Radar de recul
Pour les articles homonymes, voir radar (homonymie).
Pour un article plus général, voir Aide au stationnement.
Le radar de recul ou l'aide au parking est un système permettant au conducteur d’estimer la distance séparant son véhicule d'un obstacle, lors de manœuvres à faible vitesse.

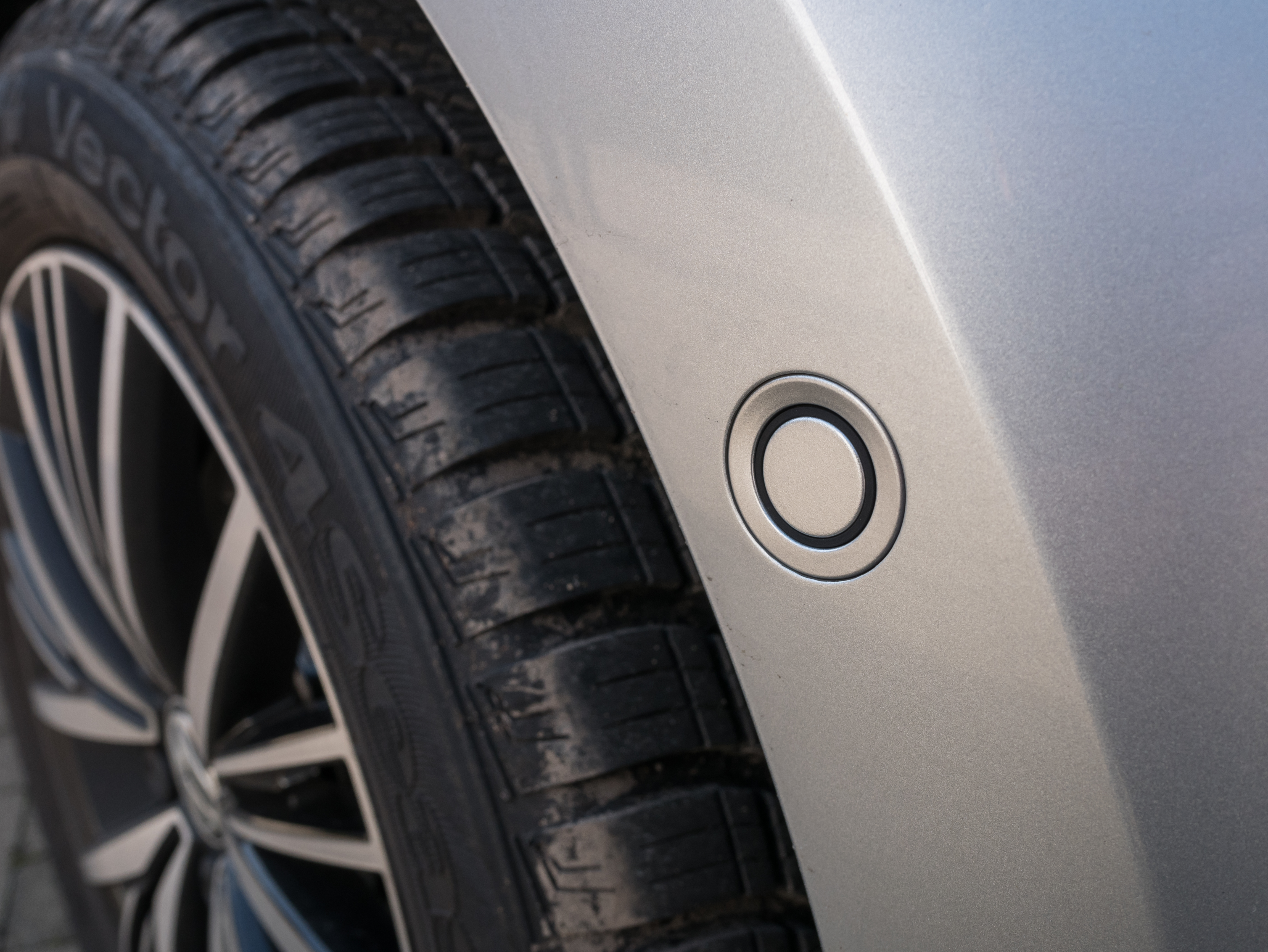
Un capteur à ultrasons d'aide au parking de la Volkswagen Golf VII.

## Description
Le terme « radar » est incorrect puisque le système repose sur des capteurs à ultrason, mais ce terme est le plus souvent utilisé.

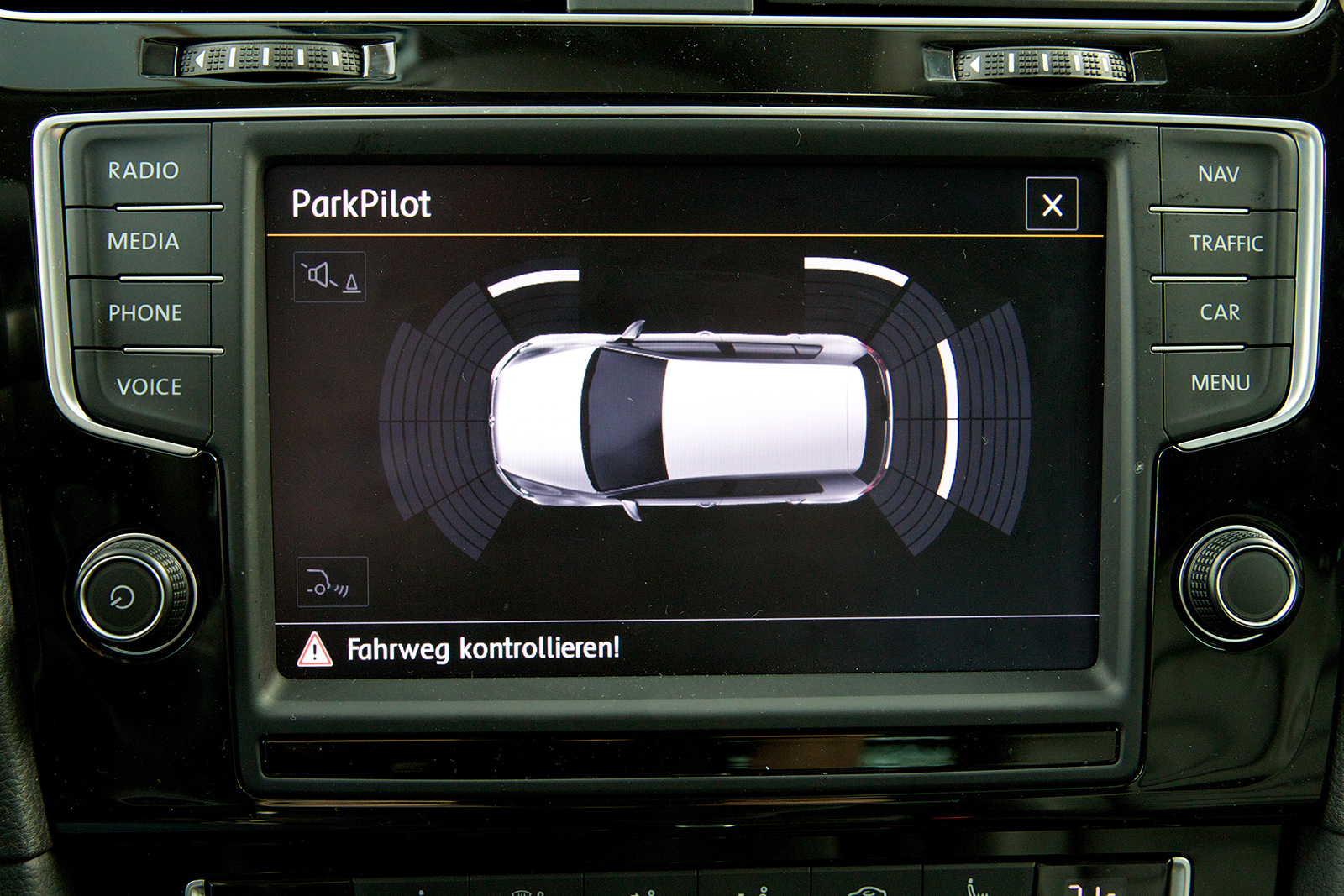
Affichage des obstacles détectés par l'aide au parking sur un écran multimédia.

Les capteurs ultrasons sont positionnés sur les boucliers du véhicule. Chaque capteur est capable d'émettre et de recevoir des ondes ultrasoniques. Lorsqu'un obstacle est présent face à un capteur, le délai entre l'émission et la réception de l'onde permet au système d'estimer la distance qui sépare le capteur de l'obstacle. Lorsqu'un obstacle est détecté, le système peut avertir l'utilisateur par des bips sonores et par un affichage de la position de l'obstacle sur un écran. 
Le système ne peut détecter que des obstacles en face des détecteurs, leur position détermine donc la précision de ce qui peut être détecté.
Les radars de recul peuvent être combinés à une caméra de recul, voire à une caméra à 360°.

## Fournisseurs
- Bosch[2]
- Valeo[5]